# Delray Beach Open 2020
Il Delray Beach Open 2020, conosciuto anche come Delray Beach Open by VITACOST.com per motivi di sponsorizzazione, è stato un torneo di tennis giocato sul cemento. È stata la 28ª edizione del Delray Beach Open, che fa parte della categoria ATP Tour 250 nell'ambito dell'ATP Tour 2020. Si è giocato al Delray Beach Tennis Center di Delray Beach, negli Stati Uniti, dal 17 al 23 febbraio 2020.

## Partecipanti

### Teste di serie
| Nazionalità | Giocatore        | Ranking* | Testa di serie |
| ----------- | ---------------- | -------- | -------------- |
| Australia   | Nick Kyrgios     | 20       | 1              |
| Canada      | Milos Raonic     | 32       | 2              |
| Stati Uniti | Taylor Fritz     | 36       | 3              |
| Stati Uniti | Reilly Opelka    | 40       | 4              |
| Australia   | John Millman     | 41       | 5              |
| Francia     | Ugo Humbert      | 43       | 6              |
| Francia     | Adrian Mannarino | 44       | 7              |
| Moldavia    | Radu Albot       | 50       | 8              |

* Ranking al 10 febbraio 2020.

### Altri partecipanti
I seguenti giocatori hanno ricevuto una wild card per il tabellone principale:
- Ryan Harrison
- Brandon Nakashima
- Jack Sock

I seguenti giocatori sono entrati in tabellone grazie al ranking protetto:
- Mackenzie McDonald
- Cedrik-Marcel Stebe

Il seguente giocatore è entrato in tabellone come special exempt:
- Jason Jung

I seguenti giocatori sono entrati in tabellone passando dalle qualificazioni:

- Emilio Gómez
- Ernests Gulbis
- Cameron Norrie
- Noah Rubin

I seguenti giocatori sono entrati in tabellone come lucky loser:
- Daniel Elahi Galán
- Stefan Kozlov
- Denis Istomin
- Bernard Tomić

### Ritiri
Prima del torneo
- Kyle Edmund → sostituito da  Stefan Kozlov
- Nick Kyrgios → sostituito da  Daniel Elahi Galán
- Kei Nishikori → sostituito da  Henri Laaksonen
- Tennys Sandgren → sostituito da  Bernard Tomić
- Andreas Seppi → sostituito da  Denis Istomin

Durante il torneo
- Jason Jung
- Jordan Thompson

## Partecipanti al doppio

### Teste di serie
| Nazione       | Giocatore         | Nazione     | Giovatore      | Ranking* | Testa di serie |
| ------------- | ----------------- | ----------- | -------------- | -------- | -------------- |
| Stati Uniti   | Bob Bryan         | Stati Uniti | Mike Bryan     | 52       | 1              |
| Messico       | Santiago González | Regno Unito | Ken Skupski    | 85       | 2              |
| Nuova Zelanda | Marcus Daniell    | Austria     | Philipp Oswald | 91       | 3              |
| Regno Unito   | Luke Bambridge    | Giappone    | Ben McLachlan  | 96       | 4              |

* Ranking aggiornato al 10 febbraio 2020.

### Altri partecipanti
Le seguenti coppie hanno ricevuto una wildcard per il tabellone principale:
- Christian Harrison /  Dennis Novikov
- Nicholas Monroe /  Jackson Withrow

## Campioni

### Singolare
Reilly Opelka ha sconfitto in finale  Yoshihito Nishioka con il punteggio di 7-5, 6(4)–7, 6-2.
- È il secondo titolo in carriera per Opelka, primo della stagione.

### Doppio
Bob Bryan /  Mike Bryan hanno sconfitto in finale  Luke Bambridge /  Ben McLachlan con il punteggio di 3–6, 7–5, [10–5].